# 查尔卡斯县

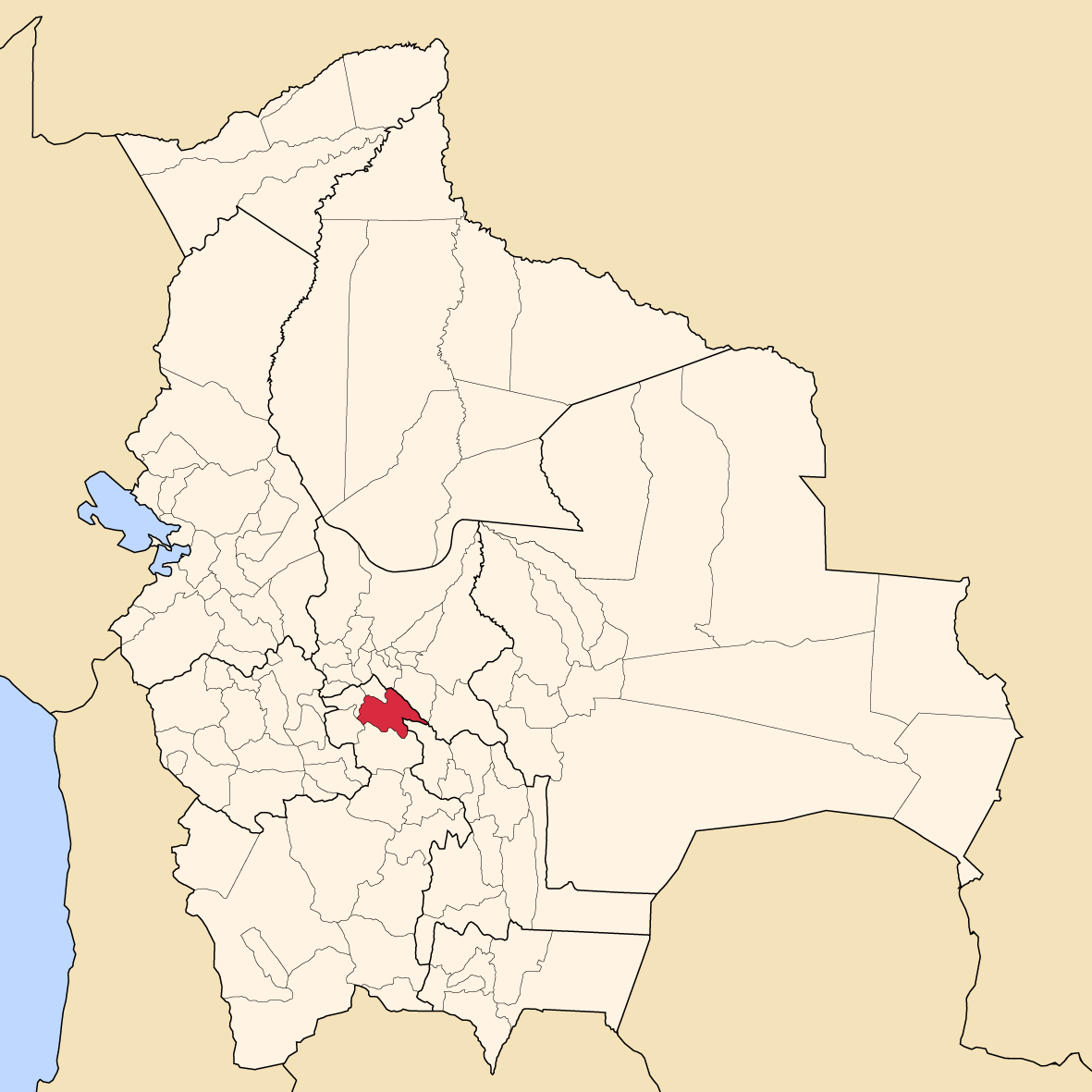

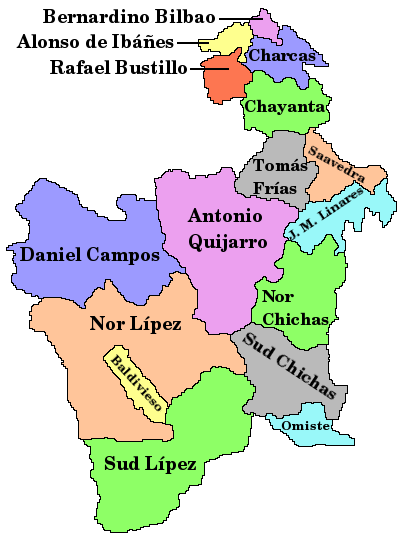

查爾卡斯县（西班牙語：Provincia de Charcas），是玻利維亞的县份，位於該國西南部，屬於波托西省的一部分，县府設於聖佩德羅-德布埃納維斯塔，面積3,382平方公里，2001年人口38,174，人口密度每平方公里11.3人。
18°16′S 65°50′W / 18.267°S 65.833°W